# Culinária da Bósnia e Herzegovina
A culinária da Bósnia e Herzegovina é equilibrada entre influências ocidentais e orientais, estando intimamente relacionada com a Turquia, Oriente Médio, e outras cozinhas do Mediterrâneo. No entanto, devido ao per[iodo de governo austríaco, também há muitas influências culinárias da Europa Central.